# Jazz à Carthage
Jazz à Carthage est un festival international tunisien consacré au jazz et aux musiques assimilées depuis 2005.
Il se déroule chaque année, généralement au mois d'avril, dans les Côtes de Carthage (Gammarth, Carthage, La Marsa, Sidi Bou Saïd et Tunis).

## Historique
Il faillit être annulé en 2015, après l'attaque du musée du Bardo et le retrait de cinq têtes d'affiche. En 2016, le directeur signale qu'il est « progressivement affaibli par de nombreux obstacles administratifs et financiers » de la part du ministère des Affaires culturelles, mais reste déterminé et optimiste pour la suite,,. En 2017, la douzième édition du festival se déroule du 31 mars au 9 avril,.
En 2022, en raison de la pandémie de Covid-19 et en attendant le retour du festival au printemps 2023, la direction décide d'organiser deux Extended Sessions (en mars et octobre) en y invitant des artistes comme Yo-Yo Ma et Luz Casal.

## Artistes
- 2005 : Julien Lourau, Barbara Hendricks/Magnus Lindgren, Anouar Brahem, Steve Coleman, Johnny Griffin
- 2006 : Al Jarreau, Manu Katché, Aldo Romano/Louis Sclavis/Henri Texier, Dianne Reeves, Roy Hargrove, We Remember Clifford (hommage à Clifford Brown), Billy Paul, Artur Dutkiewicz (pl), Steve Houben Trio, Hans Dulfer (en)/Joseph Bowie, Doctor 3 (it)
- 2007 : Barbara Hendricks, Anouar Brahem, Julien Lourau, Steve Coleman, Johnny Griffin, Magnus Lindgren, Richard Bona, Lee Konitz/Martial Solal, Aka Moon, Kenny Garrett, Abdullah Ibrahim, Al Di Meola Project, Dee Dee Bridgewater, Ike Turner/Kings of Rhythm
- 2008 : Gilberto Gil, Maria João, Gino Paoli, Dhafer Youssef, William Parker, Murray Head, Juan Manuel Cañizares, Liz McComb, Philip Catherine, Jacques Schwarz-Bart, Vaya Con Dios
- 2009 : Brad Mehldau, Charles Lloyd, Anouar Brahem, Gonzalo Rubalcaba, Keziah Jones, Kevin Mahogany, Ayọ, Javier Colina (es), Gabriella Cilmi, Oumou Sangaré, Pascale Picard Band, Janice Harrington (de) and Friends, Mississippi Heat (en), Wouter Hamel, Celia Mara (en), Paulo Moura
- 2010 : Axelle Red, Dhafer Youssef, Concha Buika, Kyle Eastwood, Chucho Valdés, Peter Cincotti, Jacinta (pt), Amine et Hamza, John Lee Hooker, Jr. (en), Tomatito, Vaya Con Dios, Candy Dulfer, Milow
- 2012 : Stacey Kent, Otis Taylor, Branford Marsalis/Joey Calderazzo, Earth, Wind and Fire Experience/The Al McKay Allstars, Inna Modja, Julian Perretta, Hindi Zahra, Radiodervish (it), Michael Burks (en), Luz Casal, Paula Lima (en), Bendir Man
- 2013 : Sinéad O'Connor, Imany, Electro Deluxe, China Moses, Golden Gate Quartet, Wolfgang Muthspiel (en), Jeri Brown (en), Yasmine Azaiez
- 2014 : Alex Hepburn, Nina Attal, Sandra Nkaké, Lucky Peterson, Freddy Cole, Fredrika Stahl, Ana Moura, Ana Vidović, Iyeoka Okoawo (en), Gaby Moreno, Joe Stilgoe (en), Y'akoto (de), Joss Stone, Peter von Poehl
- 2015 : Lisa Simone, Alice Russell, Joshua Redman, Kellylee Evans, Irma, Luca Sestak (en), David Helbock (en), Gregory Porter, Stanley Clarke, John Scofield, Larry Goldings, Imagination/Leee John, Chano Domínguez/Niño Josele (en), Akua Naru, Lisboa String Trio/Filipa Pais (pt), Joyce Jonathan, Alice Francis (de), Malted Milk/Toni Green, Lucky Peterson
- 2016 : Selah Sue, Melody Gardot, Raul Midón, Charlie Winston, José James, Electro Deluxe, Benjamin Siksou, Okan Ersan (en), Hillbilly Moon Explosion (en), Terence Blanchard, Amine et Hamza, Tosca
- 2017 : Liam Bailey (en), Myles Sanko (de), AaRON, Tom Odell, 47Soul (en), Wust El Balad (en), Ben l'Oncle Soul, Mario Rom (de)'s INTERZONE, Jay-Jay Johanson, Raphael Gualazzi, Chambao, Djazia Satour, Hindi Zahra, Nabyla Maan, Cocoon, Pink Martini, Sabri Mosbah, Akua Naru
- 2018 : Amadou et Mariam, Emily Loizeau, Isaac Delusion, Broken Back, Elina Duni, Kurt Elling, Koum Tara, Labess, Enrico Rava, Charles Pasi, Postmodern Jukebox, Tom Odell
- 2019 : Kokoroko, Bumcello, Kimberose, Mario Biondi, Sly Johnson, Jowee Omicil (en), Hooverphonic, Peter Cincotti, Sarah McCoy, Charlie Winston
- 2020 : Catherine Russell, Tanita Tikaram, Roberto Fonseca, Popa Chubby, Soukaina Fahsi, Yo-Yo Ma, Ala.ni, Kadebostany, Zac Harmon (en), Big Daddy Wilson, Ibrahim Maalouf
- 2021 : Cimafunk (en), Nomcebo Zikode, Max The Sax (de), Kaz Hawkins
- 2022 : Yo-Yo Ma, Luz Casal, No-Mad Spirit et Amine Mraïhi, Chano Dominguez, Lucy Woodward (en)